# Parabalaenoptera
Parabalaenoptera es un género extinto de cetáceo misticeto cuyos fósiles fueron hallados en el condado de Marin, California, Estados Unidos. La especie tipo es P. baulinensis. Tenía un tamaño estimado similar al de la ballena gris (Eschrichtius robustus), con alrededor de 16 m de longitud. Vivió durante el Mioceno Superior.